# Mistrovství Evropy amatérů v judu
Mistrovství Evropy amatérů v judu bylo součástí hlavního turnaje mistrovství Evropy mezi lety 1962-1965.
Se zařazením juda na olympijské hry v roce 1960 a zrušením kategorie technických stupňů vznikla potřeba vytvoření soutěže pro judisty, kteří se judu věnují pro vlastní potěšení při práci, při studiu. Většina amatérů se rekrutovala v zemích za železnou oponou, kde se profesionálně sportu lidé nemohli věnovat. V roce 1966 byla soutěž z mistrovství Evropy vyřazena a pravděpodobně pokračovala ještě několik let v jiné formě mimo mediální pozornost.
V současné době není známo, že by se někde podobný turnaj pokračoval. Nejblíže je mu asi mistrovství Evropy veteránů. Studenti měli vlastní akademické mistrovství Evropy a v roce 1966 vzniklo akademické mistrovství světa.

## Mistři Evropy mezi amatéry

### Pololehká váha
| Rok  | Místo             | Datum      | Vítěz               | Finalista            |
| ---- | ----------------- | ---------- | ------------------- | -------------------- |
| 1965 | Madrid, Španělsko | duben 1965 | Oleg Stěpanov (URS) | Alexej Iljušin (URS) |

### Lehká váha
| Rok  | Místo             | Datum       | Vítěz                | Finalista            |
| ---- | ----------------- | ----------- | -------------------- | -------------------- |
| 1962 | Essen, Německo    | květen 1962 | André Bourreau (FRA) | Erich Zielke (GDR)   |
| 1963 | Ženeva, Švýcarsko | květen 1963 | André Bourreau (FRA) | Bruno Carmeni (ITA)  |
| 1964 | Berlín, NDR       | duben 1964  | André Bourreau (FRA) | Anton Linskens (NED) |
| 1965 | Madrid, Španělsko | duben 1965  | André Bourreau (FRA) | Günter Wiesner (GDR) |

### Střední váha
| Rok  | Místo             | Datum       | Vítěz                     | Finalista             |
| ---- | ----------------- | ----------- | ------------------------- | --------------------- |
| 1962 | Essen, Německo    | květen 1962 | Lionel Grossain (FRA)     | Jaap Mackay (NED)     |
| 1963 | Ženeva, Švýcarsko | květen 1963 | Jacques Leberre (FRA)     | Otto Smirat (GDR)     |
| 1964 | Berlín, NDR       | duben 1964  | Anatolij Bondarenko (URS) | Ilja Cipurský (URS)   |
| 1965 | Madrid, Španělsko | duben 1965  | Wolfgang Hofmann (FRG)    | Lionel Grossain (FRA) |

### Polotěžká váha
| Rok  | Místo             | Datum      | Vítěz                    | Finalista          |
| ---- | ----------------- | ---------- | ------------------------ | ------------------ |
| 1965 | Madrid, Španělsko | duben 1965 | Anzor Kibrocašvili (URS) | Yves Reymond (FRA) |

### Těžká váha
| Rok  | Místo             | Datum       | Vítěz                 | Finalista                |
| ---- | ----------------- | ----------- | --------------------- | ------------------------ |
| 1962 | Essen, Německo    | květen 1962 | Herbert Niemann (GDR) | Willem Dadema (NED)      |
| 1963 | Ženeva, Švýcarsko | květen 1963 | Klaus Glahn (FRG)     | Anzor Kibrocašvili (URS) |
| 1964 | Berlín, NDR       | duben 1964  | Herbert Niemann (GDR) | Parnaoz Čikviladze (URS) |
| 1965 | Madrid, Španělsko | duben 1965  | Herbert Niemann (GDR) | Parnaoz Čikviladze (URS) |

### Bez rozdílu vah
| Rok  | Místo             | Datum       | Vítěz                | Finalista                   |
| ---- | ----------------- | ----------- | -------------------- | --------------------------- |
| 1962 | Essen, Německo    | květen 1962 | Anzor Kiknadze (URS) | Michail Lukačev (URS)       |
| 1963 | Ženeva, Švýcarsko | květen 1963 | Karl Nitz (GDR)      | Nicola Tempesta (ITA)       |
| 1964 | Berlín, NDR       | duben 1964  | Anzor Kiknadze (URS) | Jean-Pierre Dessailly (FRA) |
| 1965 | Madrid, Španělsko | duben 1965  | Anzor Kiknadze (URS) | Wim Ruska (NED)             |